# Pseudotocepheus contractus
Pseudotocepheus contractus är en kvalsterart som beskrevs av Grobler 1997. Pseudotocepheus contractus ingår i släktet Pseudotocepheus och familjen Tetracondylidae. Inga underarter finns listade i Catalogue of Life.